# Pastena
Pastena is een gemeente in de Italiaanse provincie Frosinone (regio Latium) en telt 1645 inwoners (31-12-2004). De oppervlakte bedraagt 42,0 km², de bevolkingsdichtheid is 40 inwoners per km².

## Bezienswaardigheden
De belangrijkste bezienswaardigheid in Pastena zijn de natuurlijke grotten in de berg waarop het dorp gebouwd is, de Grotte di Pastena.

## Geografie
De gemeente ligt op ongeveer 318 m boven zeeniveau. Pastena grenst aan de volgende gemeenten: Castro dei Volsci, Falvaterra, Lenola (LT), Pico, San Giovanni Incarico.

## Demografie
Pastena telt ongeveer 630 huishoudens. Het aantal inwoners daalde in de periode 1991-2001 met 2,5% volgens cijfers uit de tienjaarlijkse volkstellingen van ISTAT.
| Jaar | Inwoneraantal |
| ---- | ------------- |
| 1991 | 1715          |
| 2001 | 1672          |